# Aladdin's Castle
Aladdin's Castle était une chaine de salles d'arcade. En 1974, Bally Manufacturing rachète les parts de American Amusements Incorporated et la renomme Aladdin's Castle. Aladdin's Castle est séparé de sa maison mère en 1989 et devient indépendante, puis est racheté par Namco en 1993. Aladdin's Castle est maintenant une marque utilisée par Namco Cybertainment dans le domaine des jeux d'arcade.

## Historique
Aladdin's Castle  est une chaine de salles d'arcade américaine originellement créée par l'entreprise American Amusements, Incorporated. American Amusements est racheté en 1974 par Bally Manufacturing, qui la renomme Aladdin's Castle. Par la suite, le nombre de magasins augmente de 20 en 1974 jusqu'à 221 en 1980, et 360 quand Aladdin's Castle est séparé de Bally Manufacturing en 1989 et devient indépendante après une scission.
En 1993, Namco rachete Aladdin's Castle. Aladdin's Castle est fusionné avec Namco Operations qui créé Namco Cybertainment (NCI), qui devient l'acteur mondial le plus important dans le domaine de l'arcade.
La marque Aladdin's Castle perdure en tant que propriété intellectuelle de Namco Cybertainment mais la plupart des magasins ont fermés. Namco Cybertainment Inc. est renommé Namco Entertainment Inc. le 1er janvier 2012.

## JetonsAladdin's Castle
Aladdin's Castle a créé différents jetons, avec gravé : un sultan et un palais, une lampe et un châteaux,. La valeur de ces pièces varient suivant l'état et l'âge.

## Flipper
Aladdin's Castle évoque également un flipper créé par Bally Manufacturing qui a profité du lancement de l'entreprise pour créer un flipper dédié.